# Chrysoperla argentina
Chrysoperla argentina là một loài côn trùng trong họ Chrysopidae thuộc bộ Neuroptera. Loài này được González Olazo miêu tả năm 2002.